# 治答應
治答應（亦作智答應），出身不詳，清朝康熙帝之大答應。

## 生平
目前並不清楚治答應是在何時被康熙帝收為後宮主位。雍正三年三月，寧壽宮中已有「智答應」之名。雍正十三年，寧壽宮內被稱為答應的有「令答應、智答應、所內答應四十一人」，而另一份與之對應的宮廷檔案則寫出寧壽宮內有「大答應二人」，顯示治答應即為大答應。乾隆十九年四月二十七日卯時，奉安景陵妃園寢。